# Chūshirō Hayashi
Chushiro Hayashi (林 忠四郎, Hayashi Chūshirō, Kyoto, 25 juillet 1920 – Kyoto, 28 février 2010) est un astrophysicien japonais. Le trajet de Hayashi sur le diagramme de Hertzsprung-Russell porte son nom.
Il obtient son B.Sc en physique à l'université impériale de Tokyo en 1942. Il travaille ensuite comme chercheur associé avec Hideki Yukawa à l'université de Kyoto. Il fait des compléments au modèle de nucléosynthèse primordiale décrit dans le célèbre article αβγ.
Ses travaux les plus célèbres sont les calculs astrophysiques qui conduisirent au trajet de Hayashi relatif à la formation stellaire, et la limite de Hayashi qui fixe une limite au rayon des étoiles.
Il fut aussi impliqué dans les premières études des naines brunes, qui sont les plus petites étoiles formées.
Il partit en retraite en 1984.
Il reçut la médaille Eddington en 1970, le prix de Kyoto en 1995 et la médaille Bruce en 2004.
Chushiro Hayashi meurt de pneumonie à l'hôpital de Kyoto le 28 février 2010,.
L'astéroïde (12141) Chushayashi est nommé en son honneur.